# IC 5164
IC 5164 је појединачна звијезда у сазвјежђу Пегаз која се налази на листи објеката дубоког неба у Индекс каталогу.
Деклинација објекта је + 27° 2' 27" а ректасцензија 22h 5m 50,4s.